# Equipe Alemã Unida nos Jogos Olímpicos de Inverno de 1960
A Equipe Alemã Unida mandou 74 competidores que disputaram oito modalidades nos Jogos Olímpicos de Inverno de 1960, em Squaw Valley, nos Estados Unidos. A delegação conquistou 8 medalhas no total, sendo quatro de ouro, três de prata, e uma de bronze.